# Mahmood Lodhi
Mahmood Lodhi (né le 8 août 1961, à Gujranwala, au Pakistan) est un joueur d' échecs pakistanais.

## Palmarès national
Mahmood Lodhi est lauréat de quinze titres de champion d'échecs du Pakistan. Mahmood Lodhi  remporte le championnat d'Asie d'échecs senior dans la catégorie des plus de 50 ans en 2015 et 2017,.

## Parcours avec l'équipe nationale
Mahmood Lodhi joue avec l'équipe nationale du Pakistan lors de plusieurs compétitions parmi lesquelles les olympiades d'échecs et le championnat d'Asie d'échecs des nations.

### Parcours lors des olympiades d'échecs
Mahmood Lodhi joue avec l'équipe nationale du Pakistan lors de plusieurs éditions des olympiades d'échecs :
- en 1984, au premier échiquier lors de la 26e Olympiade d'échecs qui s'est déroulée en Thessalonique, en Grèce (3 victoire (+3), 3 matchs nuls (=3), 5 défaites(-5))[4],
- en 1986, au premier échiquier lors de réserve à la 27e Olympiade d'échecs qui s'est déroulée à Dubaï, aux Emirats Arabes Unis (+4, =4, -4)[4],
- en 1988, au premier échiquier lors de réserve de la 28e Olympiade d'échecs qui s'est déroulée à Thessalonique, en Grèce (+5, =2, -3)[4],
- en 1990, au premier échiquier lors de la 29e Olympiade d'échecs qui s'est déroulée à Novi Sad, en Yougoslavie (+6, =6, -2)[4],
- en 1992, au deuxième échiquier lors de la 30e Olympiade d'échecs qui s'est déroulée à Manille, aux Philippines (+7, = 2, -4)[4],
- en 2000, au premier échiquier de réserve  lors de la 34e Olympiade d'échecs qui s'est déroulée à Istanbul, en Turquie (+2, = 5, -5)[4],
- en 2004, au deuxième échiquier lors de la 36e Olympiade d'échecs qui s'est déroulée à Calvià, en Espagne (+4, =3, -3)[4],
- en 2006, au deuxième échiquier lors de la 38e Olympiade d'échecs qui s'est déroulée à Turin, en Italie (+6, =0, -4)[4]
- en 2010, au premier échiquier lors de la 39e Olympiade d'échecs qui se déroule à Khanty-Mansïisk, en Russie (+4, =4, -3)[4]
- en 2012, au premier échiquier lors de la 40e Olympiade d'échecs qui se déroule à Istanbul, en Turquie (+3, =5, -3)[4]
- en 2014, au premier échiquier lors de la 41e Olympiade d'échecs qui s'est déroulée à Tromso, en Norvège (+3, =4, -4)[4].

### Parcours lors du championnat d'Asie d'échecs des nations.
Mahmood Lodhi joue avec l'équipe nationale du Pakistan lors de plusieurs éditions du championnat d'Asie d'échecs des nations :
- en 1983, au premier échiquier lors du 5e championnat d'Asie d'échecs des nations qui se déroule à New Dehli, en Inde (2 victoires (+2), 2 matchs nuls (=2), 4 défaites (-4))[5],
- en 1986, au premier échiquier lors du 6e championnat d'Asie d'échecs des nations qui se déroule à Dubaï, aux Emirats Arabes Unis (+4, =1, -3)[5],
- en 1987, au premier échiquier lors du 7e championnat d'Asie d'échecs des nations qui se déroule à Singapour (+4, =4, -1)[5],
- en 1989, au premier échiquier lors du 8e championnat d'Asie d'échecs des nations qui se déroule à Genting Highlands, en Malaisie (+4, =1, -3)[5],

## Titres internationaux décernés par la FIDE
Mahmood Lodhi reçoit le titre de Maître international en 1987, titre décerné par la FIDE.